# Cristinápolis
Cristinápolis é um município brasileiro do estado de Sergipe. Encontra-se na região Sudoeste do Estado, e tem como principal base econômica a citricultura. Cristinápolis se situa a 57 km a leste de Tobias Barreto, a maior cidade nos arredores. Além de Cristinápolis, estão na região Tomar do Geru, Itabaianinha, Tobias Barreto e Poço Verde.
O município está localizado no Vale do Rio Real, divisa com o Estado da Bahia, e é cortado pela BR-101.

## História
Já foi chamado de Chapada, recebeu o nome de Vila Cristina, em homenagem à imperatriz do Brasil, Dona Tereza Cristina. Mas depois passou a ser chamado em definitivo de Cristinápolis.
As terras que viriam a ser um dos mais importantes municípios da região sul de Sergipe foram encontradas pelos invasores europeus logo após 1500. Uma povoação se formou e se fixou no planalto, entre os rios Urubas de Cima e Urubas de Baixo.
A povoação começou por volta de 1575, com os índios que fugiam do avanço sanguinário dos europeus (como os paiaiás, hoje, seus ascendentes continuam vivendo do litoral baiano em Cachoeira, na bacia do Paraguaçú até o rio São Francisco na Chapada Diamantina. Alguns pesquisadores dizem ser ramificação dos Kiriri). Foi uma espécie de mocambo. Os gentios (indígenas) saíam de Tomar do Geru, Santa Luzia do Itanhi e Indiaroba. Todos se refugiavam na povoação Chapada. Nessa época os índios ou morriam nos massacres ou eram escravizados.
Atrás dos índios e antes dos exploradores, vinham os padres da Companhia de Jesus. Alguns deles se deslocavam da freguesia do Espírito Santo, hoje Indiaroba, e outros de Tomar do Geru. Tinham acesso livre na "Chapada", uma aldeia que crescia muito, e lá construíram uma capela sob a invocação de São Francisco de Assis.
Assim a povoação ficou isolada do elemento branco por muitos anos, que foi chegando timidamente na região. O Governo Provinciano criou uma subdelegacia na Chapada na segunda metade do século XIX para prevenir atentados na região, e em 1849 já havia uma escola primária no local. Em 12 de abril de 1878 o local evoluiu para 'Freguesia da Chapada de São Francisco de Assis' por meio de resolução provincial.
Só em 4 de março de 1882, por meio de lei provincial, o povoado Chapada foi elevado a categoria de "Vila Cristina" (homenagem à Imperatriz brasileira, D. Tereza Cristina), desmembrado do município de Espírito Santo (Indiaroba). Em 28 de março de 1938, Vila Cristina foi elevada a categoria de município permanecendo com o nome de Cristina, e em 31 de dezembro de 1943 foi solicitada pelo interventor federal de Sergipe (governador)Eronildes Ferreira de Carvalho o nome de Cristinápolis em 7 de dezembro só foi rebatizada 1944 foi rebatizada sancionada pelo interventor Augusto maynard gomes, pelo nome de "Cristinápolis".

## Geografia
Cristinápolis apresenta temperatura média anual de 24,2 °C e uma precipitação de chuvas de 1.420 mm/anos, com período chuvoso de fevereiro a agosto (outono-inverno e parte do verão). O relevo apresenta desde planícies litorâneas (marinhas, fluviais e fluvio-marinhas) a tabuleiros costeiros. A vegetação compreende capoeira e caatinga. O município está inserido na bacia hidrográfica do rio Real, além do Real, os rios Itamirim e da Jiboia e o riacho do Baixão passam pelo território.

## Economia
A cidade tem como principal base econômica a citricultura; produzindo laranja, tangerina e limão. Tal atividade é responsável por 75% da renda do município. Outras produções importantes são milho, mandioca, maracujá e manga; além da avicultura de galináceos, e da pecuária de bovinos, suínos e ovinos.

## Curiosidades
Segundo estórias populares, nos primórdios do município, um Fazendeiro de nome Manoel Fernandes da rocha braque que era cel. de batente comprado(conhecido como Manuel vaqueiro, que trabalhava para os frades franciscanos da freguesia do Espírito Santo (Indiaroba), procurava por algumas cabeças desgarradas do rebanho e teve que atravessar o riacho Saguim Rio paiaiá (o nome trata dos paiaiás, seus ascendentes vivem do litoral baiano em Cachoeira, na região do rio Paraguaçú até o rio São Francisco na Chapada Diamantina. Alguns pesquisadores dizem ser ramificação dos cariris) nome dado pelos índios e ficou conhecido como rio jiboia depois da morte da cobra jiboia que Manuel matou, e penetrar na mata; após matar uma jiboia em um riacho encontrou uma chapada e lá descobriu uma aldeia indígena. Retornou ao convento e relatou a descoberta aos frades que logo dirigiram-se ao local para evangelizar os índios da chapada. Lá construíram uma pequena capela feita de palha sob a proteção de São Francisco de Assis Pelo frei Paulo Antônio di domele de rovgno, onde os indígenas se dirigiam para ouvir os sermões. A capela foi aumentada e virou a Igreja São Francisco de Assis, mas ainda era muito simples sem torres. Só em 1924 ela foi reformada e toda a estrutura modificada, tomando como modelo a Igreja de Santo Antônio, em Aracaju.

### O rumor da invasão de Lampião
Em meados dos anos 1930, surgiu um rumor que o cangaceiro Lampião estava se dirigindo a Vila Cristina apavorando os moradores. O prefeito da localidade reuniu alguns cidadãos e se juntaram ao destacamento policial (um cabo e dois soldados) para a defesa da vila. Requisitaram armas e transformaram a igreja matriz em um ponto de defesa. Foi proibido aos seus habitantes deixar a vila, mas isso não impediu que vários se escondessem nas matas próximas. Por meio do telégrafo tentavam em vão se comunicar com a cidade de Itabaianinha para avisar da situação da vila. Somente no final do dia conseguiram notícias de Itabaianinha avisando que o bando de cangaceiros encontrava-se em Capela, sendo assim impossível sua presença naquela região.